# Piero Donnini
Piero Donnini (Siena, 1842 – Livorno, 5 marzo 1897) è stato un politico italiano.

## Biografia
Laureato in matematica, diresse per 25 anni l'Istituto Tecnico e Nautico di Livorno, scuola che in seguito ha dato origine ai vari istituti superiori della città e di cui Donnini nel 1873 istituì la sezione industriale.
Per due volte fu sindaco di Livorno, la prima dal dicembre 1881 al gennaio 1883 e la seconda dall'ottobre al dicembre 1894. Come sindaco nel 1883 dotò il cimitero comunale dei Lupi di un'area per la cremazione delle salme, 5 anni prima che la legge Crispi introducesse questa possibilità nei cimiteri pubblici italiani.
Il 3 ottobre 1927 gli fu intitolata la strada di Livorno di collegamento fra il viale Carducci e la via delle Sorgenti.

## Opere
- Osservazioni ed esercizi di meccanica razionale. Firenze, Tipografia Editrice dell'Associazione, 1872.
- Sulle macchine a vapore: note pratico-teoriche. Firenze, Tip. Ed. dell'Associazione, 1872.
- Sul calcolo della forza delle macchine di Woolf e di una macchina a vapore qualunque. Firenze, Tip. dell'Associazione, 1872.
- Sovra un punto fondamentale della termodinamica: con l'applicazione alla ricerca del rapporto delle calorie di temperatura. Livorno, Giuseppe Meucci, 1872.
- Dei regii istituti tecnico e nautico di Livorno. Livorno, Giuseppe Meucci, 1873.
- Sopra l'istruzione industriale in Italia e particolarmente sulla Scuola dei costruttori-meccanici di Livorno. Livorno, F. Vigo, 1877.
- Di alcune formole atte al calcolo della forza elastica del vapore d'acqua saturo e di altri elementi che dipendono da essa. S.l., s.n., 1877.
- Di alcuni impedimenti alla virile educazione della gioventu : discorso per la solenne premiazione degli allievi dell'Istituto tecnico, Livorno, Gazzetta livornese, 1877.
- Sull'energia interna e le proprietà fondamentali dei gas. Livorno, ca. 1880.
- Sopra un teorema concernente la composizione di due forze qualunque nel piano. S.l., s.n., ca. 1880.
- C. Cavour e gli asili d infanzia : discorso del prof. Piero Donnini presidente del ricoveroLivorno, Meucci, 1885.
- Del rapporto che la energia cinetica relativa ha colla funzione potenziale nei sistemi in movimento stabile. Livorno, Stab. tipo-lit. di Giuseppe Meucci, 1889.
- Sulle proporzioni delle caldaie a vapore. Livorno, Giuseppe Meucci, 1891.